# Tim Commerford
Tim Commerford (Irvine, 26 de fevereiro de 1968) é um baixista que tocou na banda Rage Against the Machine com Zack de la Rocha e no Audioslave, no qual era também o vocal de apoio de ambas. Atualmente é o baixista do supergrupo Prophets of Rage.
Na sua família, ele é o mais jovem das 5 crianças. Seu pai foi um engenheiro aeroespacial e sua mãe foi uma matemática.
O Pai de Commerford já foi divorciado e se casou novamente, enquanto que sua mãe se mudou para Sacramento, Califórnia para viver com sua irmã, antes de ela morrer de câncer no cérebro, quando Commerford tinha 20 anos.
Zack de la Rocha e ele se tornaram amigos em uma escola primária, quando Tim mostrou a Zack como se roubava comida da cafeteria do colégio.
Commerford tem inúmeras tatuagens, incluindo uma desenvolvida que cobre suas costas, braços, peito e perna esquerda. Sua primeira tatuagem foi uma faixa preta em torno de seu braço, em homenagem à sua mãe.
Commerford é fã de jazz, e é um fanático por mountain bike chegando ao ponto de incluir agradecimentos as suas bicicletas no encarte do disco The Battle of Los Angeles.
Ele ficou em oitavo lugar na lista dos 20 maiores baixistas da revista Paste em 2014.

## Equipamentos
- Ernie Ball Music Man Stingray Bass: Primeiro baixo de Tim no Rage Against the Machine. Foi usado para gravar o primeiro álbum da banda e pode ser visto no clipe Bombtrack.

- 70's Modified Fender Jazz Bass: Foi o baixo mais usado por Tim, até ser quebrado ao final de uma performance ao vivo no MTV Music Awards do RATM. Sua afinação era a padrão (E-A-D-G). Commerford o modificou colocando um único captador branco, próprio para tocar com os dedos. Tim também tirou o escudo do baixo.

- Rickenbacker Bass: Este baixo foi ocasionalmente usado por Tim. A cor e o modelo deste são desconhecidos. Possivelmente, esse baixo deve ter sido usado para as gravações de algumas músicas do Evil Empire.

- Modified Fender Jazz Bass: Esse baixo foi usado em performances ao vivo da banda na época de Evil Empire. Este baixo era preto e tem um braço da Fender P-Bass. Também tinha um escudo branco. Commerford o modificou botando captadores próprios para serem tocados com os dedos.

- 70's Modified Fender Jazz Bass: Este foi o baixo favorito de Tim no RATM, depois que ele o comprou em 1996. O baixo tinha uma cor Vintage e um escudo Tortoise Shell. Tim mandou por mais 9 trastes no baixo. Era afinado em B-E-A-D. Neste, também foi colocado captadores próprios para serem tocados com os dedos.

Este baixo foi usado no último show da banda, que mais tarde viria a se tornar um registro chamado Live at the Grand Olympic Auditorium. Também foi usado para gravar o primeiro álbum do Audioslave

### Future User
Atualmente se dedica ao seu novo projeto chamado Future User, uma banda de Eletro Music que prepara um disco de estreia, mas lançou alguns videoclipes no Youtube. O projeto visual da canção “Mountain Lion” traz um skatista que utiliza drogas para ter vantagem sobre seus adversários em competições. Curiosamente o clipe mostra o ex-tenista John McEnroe e o ex-ciclista Lance Armstrong, ambos envolvidos em casos de doping.